# Rally van Madagaskar
De Rally van Madagaskar, voorheen bekend als de Grand Rallye de Madagascar en tegenwoordig als Rallye International de Madagascar, is de Malagassische ronde van het Afrikaans rallykampioenschap waar het sinds 2010 officieel deel van uitmaakt. De rally wordt verreden in het gebied rondom de hoofdstad Antananarivo waar zowel de start als finish plaatsvindt.

## Lijst van winnaars
| Seizoen                                  | Rijder                    |                         |
| Rallye du Sud                            | Rallye du Sud             | Rallye du Sud           |
| ---------------------------------------- | ------------------------- | ----------------------- |
| 1951                                     | Chantrel                  | Peugeot 203             |
| 1952                                     | Chantrel                  | Peugeot 203             |
| Rallye Shell de Madagascar               |                           |                         |
| 1953                                     | Bigeon                    | Land Rover              |
| 1954                                     | de Villeneuve             | Jeep                    |
| 1955                                     | Castere                   | Citroën 2CV             |
| 1956                                     | Chantrel                  | Peugeot 403             |
| Rally in 1957 niet verreden.             |                           |                         |
| 1958                                     | Patry                     | Citroën ID19            |
| 1959                                     | Chantrel                  | Peugeot 403             |
| 1960                                     | de Lagiroday              | Porsche                 |
| Rally in 1961 niet verreden.             |                           |                         |
| 1962                                     | Duclos                    | Renault Dauphine        |
| 1963                                     | Duclos                    | Citroën DS19            |
| 1964                                     | Obeniche                  | Saab 96                 |
| 1965                                     | Duclos                    | Mini Cooper S           |
| 1966                                     | Ramaroson                 | Mini Cooper S           |
| 1967                                     | Mahaison                  | Peugeot 404             |
| 1968                                     | Andriantsoa               | Renault 16 TS           |
| 1969                                     | Noudeu                    | Fiat 125S               |
| Grand Rallye International de Madagascar |                           |                         |
| 1970                                     | Nivelle                   | Citroën DS21            |
| 1971                                     | Ramanantsoa               | Peugeot 504             |
| Rally tussen 1972 en 1985 niet verreden. |                           |                         |
| Grand Rallye de Madagascar               |                           |                         |
| 1986                                     | "Rafala"                  | Peugeot 504             |
| 1987                                     | "Dofa"                    | Renault 18 TS           |
| 1988                                     | "Bebe"                    | Peugeot 504             |
| 1989                                     | Frères Rakotondrabesa     | Peugeot 504             |
| 1990                                     | Jean-Yves Ranarivelo      | Opel Ascona             |
| Rally tussen 1991 en 1996 niet verreden. |                           |                         |
| Rallye International de Madagascar       |                           |                         |
| 1997                                     | "Mimi"                    | Peugeot 106 Kitcar      |
| 1998                                     | "Roses"                   | Peugeot 106 Kitcar      |
| 1999                                     | Jean-Yves Ranarivelo      | Renault Clio            |
| 2000                                     | "Razakaboana"             | Nissan Pulsar GTI-R     |
| 2001                                     | Jean-Yves Ranarivelo      | Subaru Impreza WRX      |
| Rally in 2002 niet verreden.             |                           |                         |
| 2003                                     | Mamy Hubert Rajoelison    | Toyota Celica GT-Four   |
| Rally tussen 2004 en 2009 niet verreden. |                           |                         |
| 2010                                     | Jean-Yves Ranarivelo      | Subaru Impreza WRX STi  |
| 2011                                     | Jean-Yves Ranarivelo      | Subaru Impreza WRX STi  |
| 2012                                     | Mamy Patrick Solofonirina | Mitsubishi Lancer Evo X |
| 2013                                     | Olivier Ramiandrisoa      | Subaru Impreza WRX STi  |